# New Alresford
New Alresford (engelskt uttal: [ˈnjuː ˈɒlzfərd], även enbart: Alresford) är en småstad och civil parish i grevskapet Hampshire i södra England. Staden ligger i distriktet Winchester, cirka 11 kilometer nordost om Winchester. Tätorten (built-up area) hade 5 339 invånare vid folkräkningen år 2021.